# Turismo científico social
El turismo científico social es una modalidad de turismo orientada al fomento de una cultura turística y científica que permite conocer, compartir y valorar el origen, las costumbres, la sabiduría de un pueblo de forma creativa. Con un sentido más amplio y pertinente geográficamente tiene como base una “Ruta del Conocimiento” donde el saber del cómo, del por qué y el para qué de las cosas que ocurren en un territorio es el verdadero valor de un lugar, que el pueblo se apodere de sus propios conocimientos y de sostenibilidad como un todo, que va desde lo ambiental, pasa por lo social y culmina en lo económico, teniendo como eje transversal la lucha contra la pobreza.
La influencia de procesos de innovación son evidentes al aplicar tecnología de punta y mejorar la tecnología artesanal sobre la cultura local.
El fundamento de esta modalidad de turismo es una articulación entre la comunidad, el sector educativo y las redes productiva, en la búsqueda de la conservación y desarrollo para actividades de turismo, como propuesta de un nuevo modelo productivo socialista, que atienda las necesidades sociales, económicas, ambientales y culturales de cada región.
Esta modalidad de turismo ha sido exitosa en el territorio venezolano.

## Historia
Con la finalidad de facilitar los mecanismos necesarios para el desarrollo endógeno, el Ministerio del Poder Popular para Ciencia, Tecnología e Innovación, de la República Bolivariana de Venezuela, a través de su Unidad Territorial en el estado Lara, ejecutó en el año 2009, una estrategia de innovación educativa que abarcara aquellas áreas no tradicionales donde se aplica la Ciencia y la Tecnología, de esta manera surgió la idea de trabajar con turismo, por lo cual se seleccionaron 4 instituciones educativas, considerando los siguientes aspectos:
- Instituciones educativas insertas en un territorio productivo, donde el servicio turístico fuera una fortaleza.
- Instituciones educativas que estuvieran desarrollando proyectos socio-productivos de desarrollo endógeno en el área de turismo.
- Instituciones educativas ubicadas en territorios productivos donde existieran Redes Socialistas de Innovación Productiva.

Orientadas por su realidad territorial al fomento de una cultura turística y científica con la participación protagónica de los actores que conforman los territorios socio-productivos turísticos del estado Lara, como las Redes Socialistas de Innovación Productiva (RSIP), que buscan valorar los conocimientos ancestrales, populares y científicos que por medio de la ciencia pueden generar mejoras y transformación en el sistema turístico nacional, en concordancia con el Plan Nacional Simón Bolívar 2007-2013. Todos estos elementos fueron esenciales a la hora de seleccionar al Liceo Bolivariano Antonio Álamo en la población de Río Claro, municipio Iribarren; al Liceo Bolivariano Efraín Colmenárez en Duaca, municipio Crespo; al Liceo Bolivariano Tomás Liscano de la población de Quíbor, municipio Jiménez y al Liceo Bolivariano Creación Palavecino situado en Cabudare a la entrada de Agua Viva, municipio Palavecino.
Estas 4 instituciones comenzaron junto a FUNDACITE Lara un proceso de trabajo, investigación, integración y creación de la propuesta que hoy se llama Turismo Científico Social.
A esta propuesta se han sumado nuevos esfuerzos de instituciones educativas y Redes Socialista de Innovación Productiva (RSIP), que son un conjunto de pequeñas y medianas unidades socialistas productoras de bienes y servicios que se apoyan mutuamente para resolver problemas de falta o escasez de insumos materiales, financieros, de comercialización, de formación y capacitación, de desarrollos tecnológicos, de estrategias comunes; apoyadas en un sistema de innovación, desde el punto de vista sociológico y antropológico, creando condiciones socio-productivas favorables en una región, localidad o país.
La propuesta del desarrollo de un Turismo Científico en este territorio con el apoyo del joven investigador Gabriel Tovar transciende a ser una nueva modalidad de turismo a la cual se le ha denominado "Turismo Científico Social", que transforma la economía tradicional a un nuevo sistema económico comunal y fortaleciendo el turismo de la localidad desde sus potencialidades productivas.

## Rutas del Turismo Científico Social
El Turismo Científico Social está determinado por una “Ruta del Conocimiento”, compuesta por una Ruta Productiva y una Ruta Natural, donde saber el porqué, el para qué y el cómo ocurren las cosas en un territorio productivo se traduce en el verdadero valor de un lugar. Saber cómo se forma un crepúsculo desde la Física y la Química; comprender por qué existe una biodiversidad diferente en el semiárido larense desde la Biología; conocer el porqué y para qué del baile de las Turas desde las Ciencias Sociales, es el valor agregado que ofrece el Turismo Científico Social frente al turismo tradicional, basado en el confort y el consumismo.

### Ruta productiva
Esta ruta persigue aportar conocimientos y experiencias para promover la innovación tecnológica en el sector productivo, poniendo a disposición de los turistas soluciones replicables y útiles que pueden ser adoptadas y mejoradas. De igual manera, muestra lo que se produce, cómo se produce y para qué se produce en una región determinada.

### Ruta natural
Es la ruta en lugares naturales para la observación de fauna y flora, explicación de fenómenos naturales a través de las Ciencias Básicas y recorrido por diferentes paisajes disfrutando de la naturaleza y la ecología. Es un turismo para todos los gustos y en diferentes zonas.
Otras ciencias que se integran son la Arqueología, Antropología, Geología, Astronomía y Meteorología.